# Roger Cukierman

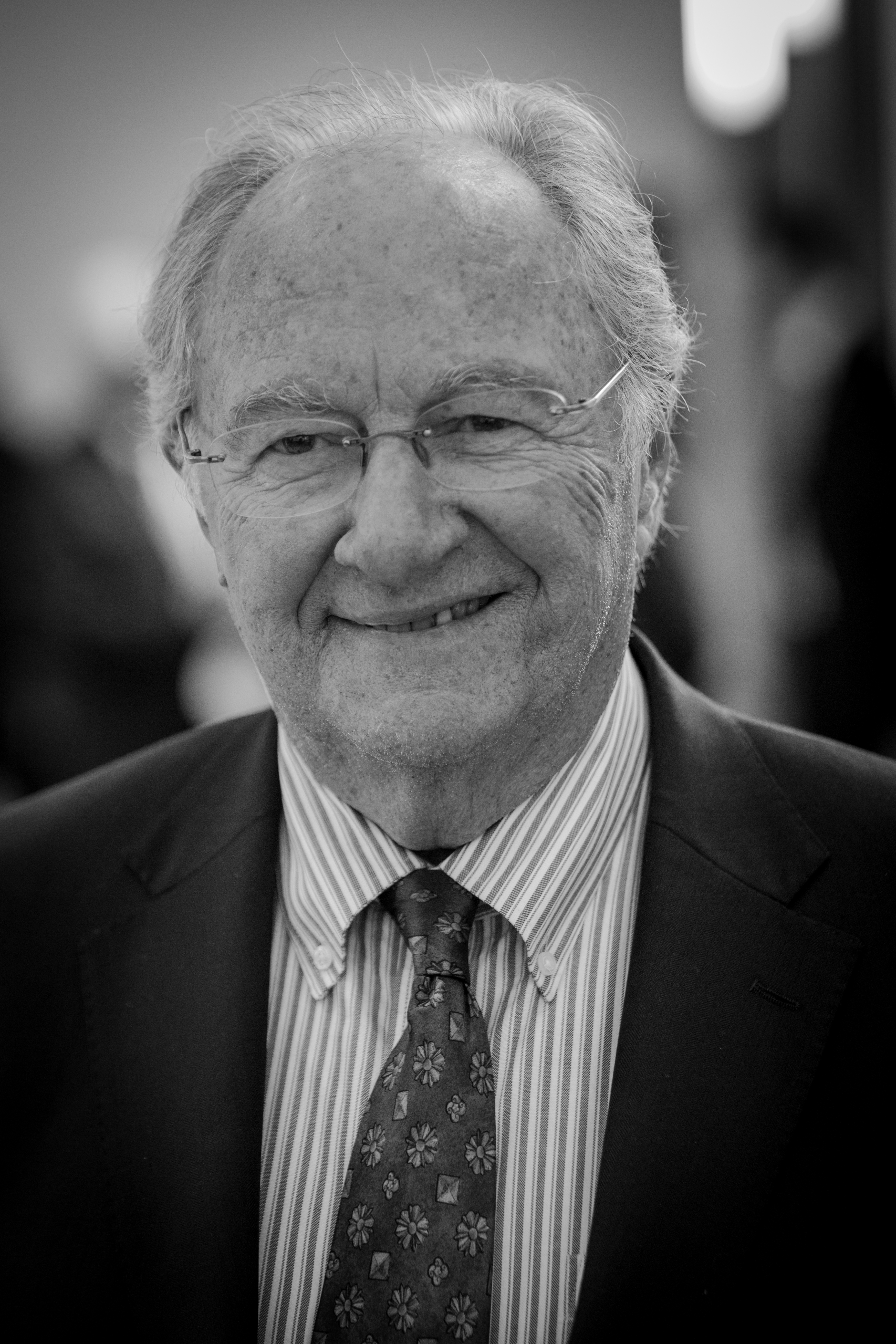
Roger Cukierman (2014)

Roger Cukierman (hebräisch רוג'ר צוקרמן, geb. 23. August 1936 in Paris) ist ein französisch-israelischer Jurist, Bankier, Geschäftsmann und Philanthrop. Er war von 2001 bis 2007 und von 2013 bis 2016 Präsident des Conseil représentatif des institutions juives de France (CRIF).

## Familie
Cukierman wurde 1936 als Sohn von Max Cukierman aus Ożarów und dessen Ehefrau Miriam Latowicka (oder Latovicka) geboren, sein Vater hatte sich 1932 als Regenmantelfabrikant in Frankreich niedergelassen. Am 11. Februar 1944 wurde sein Bruder Henri in Nizza geboren. 1962 heiratete er die Israelin Schoschana Goldhart (hebräisch שושנה גולדהארט ('לב-זהב')), mit der er vier Kinder hat. Der älteste Sohn ist Absolvent der Bar-Ilan-Universität und lehrt Hebräisch an der École Maïmonide in Boulogne-Billancourt bei Paris. Der zweite Sohn Edouard Cukierman ist Finanzier und in Israel tätig. Zudem hat Roger Cukierman zwei Töchter: Annabelle Cukierman ist Expertin für Schmuck, Sandrine Cukierman ist Sängerin und Schauspielerin.
Max Cukierman  war auch Vorsitzender der jiddischsprachigen Tageszeitung Unzer Wort (jiddisch אונדזער װאָרט; dt.: Unser Wort). Sein Sohn Roger Cukierman spricht zuhause deswegen auch jiddisch, wobei er auf das jiddische Wort „Mensch“ als Begriff für würdevolles Wesen zurückgreift:

„Es gibt Leute, mit denen ich nicht diskutieren möchte. Was wollen sie denn? Dass sich die Juden selbst in das Meer werfen? Ich spiele nicht in dieser Kategorie…. Ich gebe zu, dass man Meinungsverschiedenheiten haben kann, aber man soll dabei trotz allem „Mensch“ bleiben. (« Il y a des gens avec lesquels je ne veux même pas discuter. Ils veulent quoi ? Que les juifs se jettent eux-même à la mer ? Je ne joue pas dans cette catégorie… Je conçois qu’on puisse être en désaccord, mais il faut que le débat reste entre „Mensch“ en yiddish: des hommes dignes »).“

## Beruf
Cukierman erhielt einen Bachelor of Arts (Fachrichtung Rechtswissenschaften) sowie einen PhD (Bereich Ökonomie) von der ESCP Europe. Er lebte ein Jahr lang in Japan und promovierte anschließend mit der Arbeit Le Capital dans l’économie japonaise. Diese Arbeit wurde auch mit dem „Prix Nogaro“ von einer Jury, bestehend aus Maurice Byé (1905–1968), André Philip und René Capitant, ausgezeichnet. 1962 wurde seine Arbeit von den Presses universitaires de France in Paris mit einem Vorwort von Maurice Byé veröffentlicht.
Cukierman war in unterschiedlichen leitenden Positionen tätig, so in der Compagnie Financière Edmond de Rothschild, auch in der Israel General Bank (einer Tochtergesellschaft der Investec Bank) und im Israel 2000 Mutual Fund. Er ist Mitglied der Geschäftsleitung von Cukierman & Co. Investment House Ltd., einer Investmentfondsgesellschaft mit Sitz in Israel, deren Vorsitzender sein Sohn Édouard ist.
Ab 1963 war Cukierman in der Edmond-de-Rothschild-Gruppe tätig, wo er seine gesamte berufliche Laufbahn verbrachte. Er engagierte sich für die Internationalisierung der Gruppe sowie für die Weiterentwicklung im Investment Banking und Private Banking. Seit 1993 war er Vorsitzender der Edmond-de-Rothschild-Gruppe. Er kümmerte sich insbesondere um die Stiftungsverwaltungen des Unternehmens, so der Fondation Ophtalmologique Adolphe de Rothschild und der Stiftung Oeuvre de Protection de l’Enfance Juive. Er war auch Mitglied in mehreren Aufsichtsräten, einschließlich Club Med und der Fédération Bancaire Française.
Cukierman engagiert sich in vielen sozialen und kulturellen Einrichtungen der jüdischen Gemeinde: Comité d’action sociale israélite de Paris, Fonds Social Juif Unifié sowie der Alliance Israélite Universelle (AIU). Er war von 2001 bis 2007 und von 2013 bis 2016 Präsident des Conseil représentatif des institutions juives de France (dt.: Zentralrat der Juden in Frankreich). Er ist Vizepräsident des Jüdischen Weltkongresses (WJC) und Schatzmeister der Fondation pour la Mémoire de la Shoah.
Er wurde 1997 als Ritter der Ehrenlegion ausgezeichnet.

## Veröffentlichungen (Auswahl)
- Le Capital dans l’économie japonaise. (Vorwort von Maurice Byé). Presses universitaires de France, Paris 1962, OCLC 3781060.
- Ni fiers ni dominateurs. Éditions du Moment, Paris 2008, ISBN 978-2-35417-033-2.